# Martín de Soria
Martín de Soria (fl. 1449-1487) è stato un pittore spagnolo tardo gotico, che dipinse in stile fiammingo, attivo nel Regno d'Aragona.
Il suo stile è legato a quello di Jaume Huguet e le sue opere sono state talvolta confuse con le opere giovanili di quel pittore.

## Biografia
Sembra che abbia iniziato la sua formazione artistica nella bottega di suo zio, Blasco de Grañén, che fu anche suo agente. Nel 1457, lui e Juan Rius (attivo 1455-1482) furono incaricati di creare una pala d'altare per la città di Aguilón, con suo zio come garante.
Nel 1459, dopo la morte di suo zio, completò pale d'altare a Épila e Ejea de los Caballeros che suo zio aveva lasciato incompiute. In quest'ultima località, nella Chiesa di San Salvador, la pala non fu completata fino al 1476. Una pulitura eseguita nel 1986 portò alla luce la prova che l'opera potrebbe essere interamente di Soria.
Sempre nel 1459, stipulò un contratto con il mercante Miguel de Baltueña per dipingere una pala d'altare per la sua cappella personale presso la Chiesa di San Paolo a Saragozza. Alcuni dei pannelli, danneggiati da inesperti restauratori, sono al Museo di Saragozza. Tra il 1469 e il 1471 realizzò, ad Asín, una "Virgen del Campo" che un tempo era attribuita a Huguet.
Solo un'altra opera può essere attribuita con certezza a lui. Si tratta della pala dell'altare maggiore della chiesa di Pallaruelo, Huesca, che è stata firmata e datata 1485. La maggior parte dei pannelli furono distrutti nel 1936, durante la guerra civile spagnola. Quelli superstiti si trovano presso il locale Museo diocesano. Gli altri sono noti solo attraverso le fotografie.